# Du bist nie allein
Du bist nie allein (Originaltitel: The Guardian) ist das siebte Buch von Nicholas Sparks. Das Buch erschien im Jahr 2003. Es ist eine Mischung aus den Genres Romanze und Thriller. In dem Buch geht es um eine Dänische Dogge namens Singer und die Witwe Julie, die versuchen einen neuen Lebenspartner zu finden. In Julies Leben gibt es zwei Männer, die ihr Herz erobern wollen: Mike, ein alter Freund von Julie, und Richard, ein erfolgreicher Manager. 

## Themen
Das Buch beschäftigt sich mit den Themen Sucht und wahre Liebe. Es zeigt die Gefühle eines hochintelligenten Mörders.

## Zusammenfassung

### Richard Franklin / Robert Bonham
Richard ist ein Mörder, der seine Karriere als Kind startete, als er seinen Vater in einem sorgfältig geplanten „Unfall“ umbrachte. Er ist extrem clever, falsche Beweise zu beschaffen. So verletzte er sich selbst mit einem Messer, nachdem er seine beiden Pflegebrüder schlug, sodass diese Ärger bekamen, weil sie Richard scheinbar stark verletzt hatten. Er verliebte sich in eine Frau (Jessica), aber er ließ ihr keinen persönlichen Raum zum Leben. Sie versuchte ein paarmal zu fliehen, aber letztendlich fand er sie und tötete sie. Danach nahm Richard (der eigentlich Robert heißt) die Identität von Richard an, nachdem er ihn getötet hatte, vorher beobachtete er den Mann sehr genau. Durch einen Zufall traf er Julie, die sehr viel Ähnlichkeit mit seiner Exfrau hatte. Er wollte Julie nur für sich haben und liebte sie zwanghaft.

### Julie Barenson
Julie heiratete Jim als den ersten und einzigen Mann, den sie je liebte. Sein plötzlicher Tod trieb sie zur Verzweiflung. Bevor Jim starb, traf dieser mit einem Freund eine Vereinbarung: Er solle Julie am Heiligabend 1998 eine Dänische Dogge bringen, die Jim immer hatte haben wollen. Sie nannte ihn Singer. Der Hund nahm an ihrem Leben teil und wurde immer menschlicher. Nach vier Jahren fing sie wieder an, mit Männern auszugehen, aber sie war immer noch unzufrieden mit ihrem Verhalten.

### Mike Harris
Mike war mit Julie und Jim gut befreundet, anfangs war er wie ein Bruder für Julie und konnte sich nicht vorstellen, mit ihr eine Beziehung zu beginnen. Er traut sich nicht, Julie auf ihre frühere Beziehung mit Jim anzusprechen. Er misstraut Richard von Anfang an und glaubte, dass er nicht mit ihm konkurrieren kann. Dennoch ist er in Julie verliebt, hat aber deswegen seinem alten Freund Jim gegenüber Schuldgefühle.

### Singer
Singer ist die Hauptrolle und der Katalysator der Geschichte. Er führt Mike und Julie zusammen und merkt, das Richard nicht der ist, für den Julie ihn hält.

## Buchinformationen
Das Buch erschien beim Heyne Verlag (ISBN 3-453-81010-4), übersetzt von Ulrike Thiesmeyer.